# ビジャフランカ・デ・コルドバ
ビジャフランカ・デ・コルドバ（スペイン語: Villafranca de Córdoba）は、スペイン・アンダルシア州コルドバ県のムニシピオ（基礎自治体）。面積は58.47km2、2016年の人口は4,918人であり、人口密度は84.11人/km2。標高は146m。コルドバ県の県都コルドバから27kmに位置する。

## 地理
ビジャフランカ・デ・コルドバの市街地はグアダルキビール川の右岸、シエラ・モレーナ山脈のふもとに位置する。ビジャフランカとは「平らな村」「障害物のない村」の意味であり、その名の通り平坦である。防御には適していないため、攻撃を避けるため、レコンキスタ時代にキリスト教徒とイスラム教徒が対峙していた最前線から離れたこの地に創設された。

## 歴史
この地では先史時代の遺跡が発見されており、また、ローマ時代の街道が通っており、古代ローマの「Sacilis」との関係もとりざたされたりするが、現在の街の起源は中世、14世紀カスティーリャ王ペドロ1世が侍従長マルティン・ロペス・デ・コルドバに、入植民を住まわす権利を付与してこの地を与えたことにさかのぼり、当初はビジャフランカ・デル・カスカハールと呼ばれた。その後カラトラーバ騎士団の、そしてフェルナンデス・デ・コルドバ一族の、そして18世紀には最終的にメディナセーリ家の所領となった。また、ハビエル・デ・ブルゴスによる地方改革で県が創設されるまでは、ビジャフランカ・デ・アグハスの名称でハエン王国の領域を構成する飛び地とされていた。

## 人口
| ビジャフランカ・デ・コルドバの人口推移 1900－2010       |
|                                                         |
| 出典:INE（スペイン国立統計局）1900年 - 1991年、1996年 - |

## 経済
ビジャフランカ・デ・コルドバの主要な経済活動は伝統的な農業で、川の近くにある地の利を生かした灌漑農業に基盤を置いている。乾燥農業では穀物やオリーブの栽培がある。また、放牧業や小山での森林作物などもある。近年は家具製造業の発展が目覚ましく、とくに台所用の家具については重要産品となっている。また、建設業についても、この地域において重要な位置を占める。

## 政治
自治体首長はアンダルシーア社会労働党（Partido Socialista Obrero Español de Andalucía、PSOE-A）のフランシスコ・ハビエル・ロペス・カサード（Francisco Javier López Casado）で、自治体評議員はアンダルシーア社会労働党：5、アンダルシーア国民党（Partido Popular Andaluz、PPAndaluz）：4、アンダルシーア統一左翼（Izquierda Unida Los Verdes-Convocatoria por Andalucía、IULV-CA）：2となっている（2011年5月22日の自治体選挙結果、得票順）。
| 1999年6月13日自治体選挙 |        |        |          |
| 政党                    | 得票数 | 得票率 | 獲得議席 |
| PSOE-A                  | 1,130  | 47.88% | 6        |
| FIV                     | 534    | 22.63% | 3        |
| IULV-CA                 | 336    | 14.24% | 1        |
| PPAndaluz               | 196    | 8.31%  | 1        |
| PA                      | 152    | 6.44%  | 0        |

| 2003年5月25日自治体選挙 |        |        |          |
| 政党                    | 得票数 | 得票率 | 獲得議席 |
| PSOE-A                  | 1,265  | 51.72% | 7        |
| FIV                     | 450    | 18.40% | 2        |
| IULV-CA                 | 345    | 14.10% | 1        |
| PPAndaluz               | 193    | 7.89%  | 1        |
| PA                      | 171    | 6.99%  | 0        |

| 2007年5月27日自治体選挙 |        |        |          |
| 政党                    | 得票数 | 得票率 | 獲得議席 |
| PSOE-A                  | 1,790  | 65.09% | 8        |
| IULV-CA                 | 457    | 16.62% | 2        |
| PPAndaluz               | 392    | 14.25% | 1        |
| PA                      | 93     | 3.38%  | 0        |

| 2011年5月22日自治体選挙 |        |        |          |
| 政党                    | 得票数 | 得票率 | 獲得議席 |
| PSOE-A                  | 1,421  | 46.82% | 5        |
| PPAndaluz               | 971    | 31.99% | 4        |
| IULV-CA                 | 585    | 19.28% | 2        |

### 司法行政
ビジャフランカ・デ・コルドバはモントーロ司法管轄区に属す。